# .ne
.ne ist die länderspezifische Top-Level-Domain (ccTLD) des Staates  Niger. Sie wurde am 24. April 1996 eingeführt und zunächst vom Unternehmen Sonitel in Niamey verwaltet, das 2016 im Unternehmen Niger Telecom aufging.

## Besonderheiten
2007 geriet die Top-Level-Domain in Verruf, nachdem ein kanadischer Unternehmer mit .ne einen ähnlichen Vertrag ausgehandelt hatte wie zuvor mit .cm. Ziel war es, Besucher auf Werbeseiten umzuleiten, die einen Tippfehler bei der Eingabe einer .net-Domain machen.